# Albinovanus Pedo
Albinovanus Pedo, romersk riddare, skald, vän till Ovidius. Levde på Augustus tid. Han besjöng Germanicus i en episk dikt, varav blott ett fragment återstår.